# Quinn
Quinn és una població dels Estats Units a l'estat de Dakota del Sud. Segons el cens del 2000 tenia 44 habitants.

## Demografia
Segons el cens del 2000, Quinn tenia 44 habitants, 18 habitatges, i 10 famílies. La densitat de població era de 17,7 habitants per km².
Dels 18 habitatges en un 44,4% hi vivien nens de menys de 18 anys, en un 61,1% hi vivien parelles casades, en un 0% dones solteres, i en un 38,9% no eren unitats familiars. En el 38,9% dels habitatges hi vivien persones soles el 22,2% de les quals corresponia a persones de 65 anys o més que vivien soles. El nombre mitjà de persones vivint en cada habitatge era de 2,44 i el nombre mitjà de persones que vivien en cada família era de 3,36.
Per edats la població es repartia de la següent manera: un 34,1% tenia menys de 18 anys, un 0% entre 18 i 24, un 29,5% entre 25 i 44, un 25% de 45 a 60 i un 11,4% 65 anys o més.
L'edat mediana era de 35 anys. Per cada 100 dones de 18 o més anys hi havia 93,3 homes.
La renda mediana per habitatge era de 40.750 $ i la renda mediana per família de 41.750 $. Els homes tenien una renda mediana de 28.750 $ mentre que les dones 22.500 $. La renda per capita de la població era de 13.119 $. Cap de les famílies estaven per davall del llindar de pobresa.

## Poblacions més properes
El següent diagrama mostra les poblacions més properes.